# Підсилювач
Підси́лювач (англ. amplifier, нім. Verstärker m) — пристрій, в якому здійснюється збільшення потужності вхідного сигналу за рахунок енергії допоміжного джерела живлення. За видом використовуваної енергії розрізняють електричні, магнітні, гідравлічні, пневматичні і механічні підсилювачі. У пристроях такого типу, на відміну від перетворювачів (див., напр., Перетворювач частоти), зв'язок між вихідними і вхідними величинами безперервний і однозначний. Існують підсилювачі, якими збільшують енергію електромагнітних хвиль (див. Квантовий генератор), підсилюють електричні імпульси, підвищують силу дії основного механізму (див. Бустер) тощо. Підсилювачі застосовують у радіотехніці, автоматиці, телемеханіці та ін.
В електротехніці за характером вхідного сигналу підсилювачі діляться на: підсилювачі постійного та змінного струму, які в свою чергу, поділяються на підсилювачі:
- низької частоти або звукової частоти (ПНЧ, ПЗЧ) (діапазон частот від 10 Гц до 20 кГц);
- високої частоти (ПВЧ) (діапазон частот від 20 кГц до 100 Мгц);
- ультра високої частоти;

За характером підсилення поділяються на:
- широкосмугові
- резонансні
- диференціальні
- операційні
- селективні